# Hans Kirk
Hans Kirk (Hadsund, 11 gennaio 1898 – Copenaghen, 16 giugno 1962) è stato uno scrittore danese.
Il romanzo I pescatori (Fiskerne, 1928), nato dalla biografia di Hans Kirk in una comunità di pescatori dello Jutland, è tra i più efficaci «romanzi collettivi» del realismo scandinavo di ispirazione socialista.

## Opere
- Fiskerne - 1928
- Daglejerne - 1936
- De ny tider - 1939
- Vredens søn - 1950
- Skyggespil - 1953